# ラス・コレー
ラス・コレー (ソマリ語: Laasqoray, アラビア語: لاسقُرَى Lāsqoray, Las Qoray, Lasgori) はソマリア北部サナーグ州の港町。ラス・コレーの周辺はラス・コレー地区とされている。プントランド・ソマリランド紛争の係争地の一つ。缶詰製造で著名だったが、今は停滞している。歴史的にはベンダー・ゴリ
Bender Gori）とも呼ばれる。

## 住民
ラス・コレーの住民は8400人。主な住民はダロッド氏族ワルサンガリ支族。周辺のラス・コレー地区全体を含めた人口は34,724人（2005年）。
ラス・コレー市の西にある、ラス・コレー地区ワクダリヤ町の主な住民は、イサック氏族ハバル・ヨニス支族のウルルスゲ支支族と、ダロッド氏族ワルサンガリ支族のジブリル・サイード支支族。

## 街並み
ラス・コレーには古く使われなくなった建物が残されており、20世紀にロシア人が作ったもの、数世紀前に作られたものもある。

市街
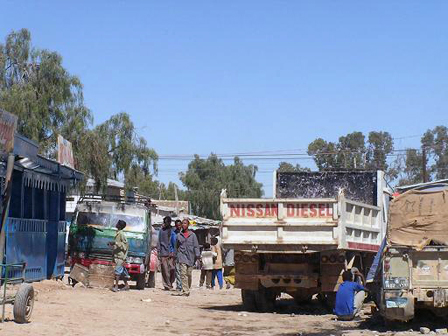
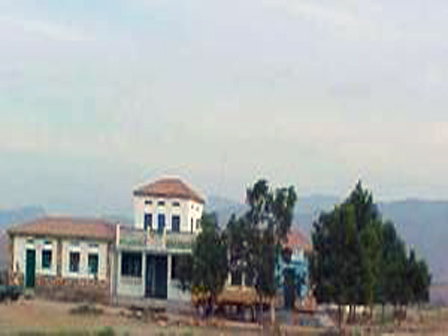
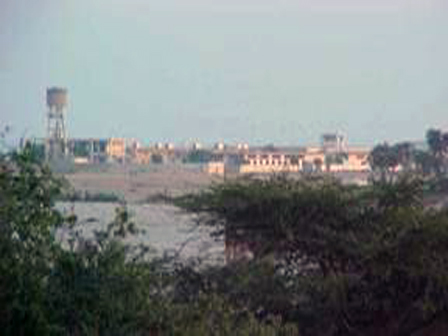

旧市街
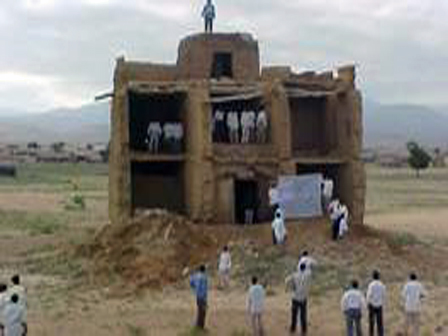
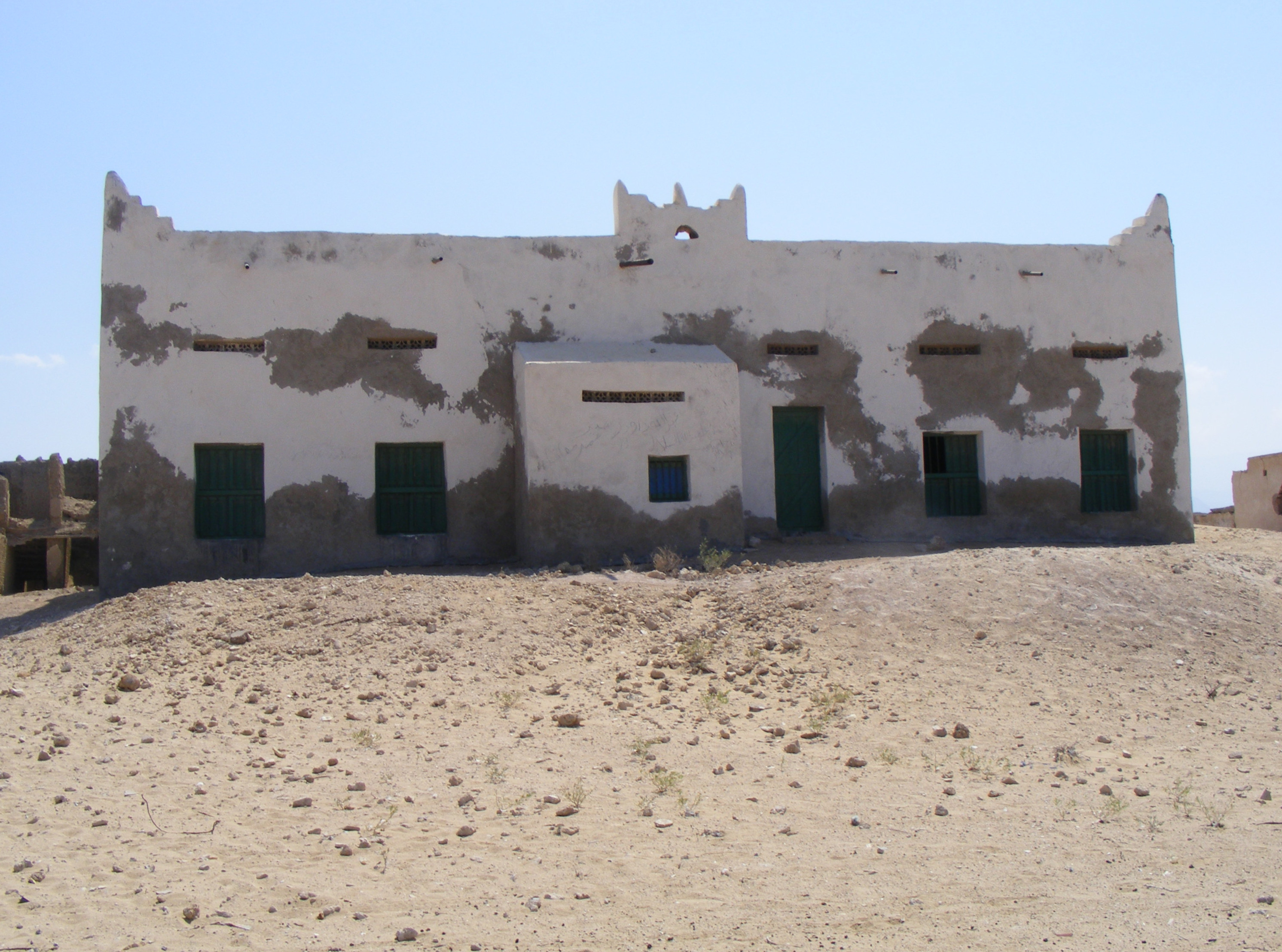
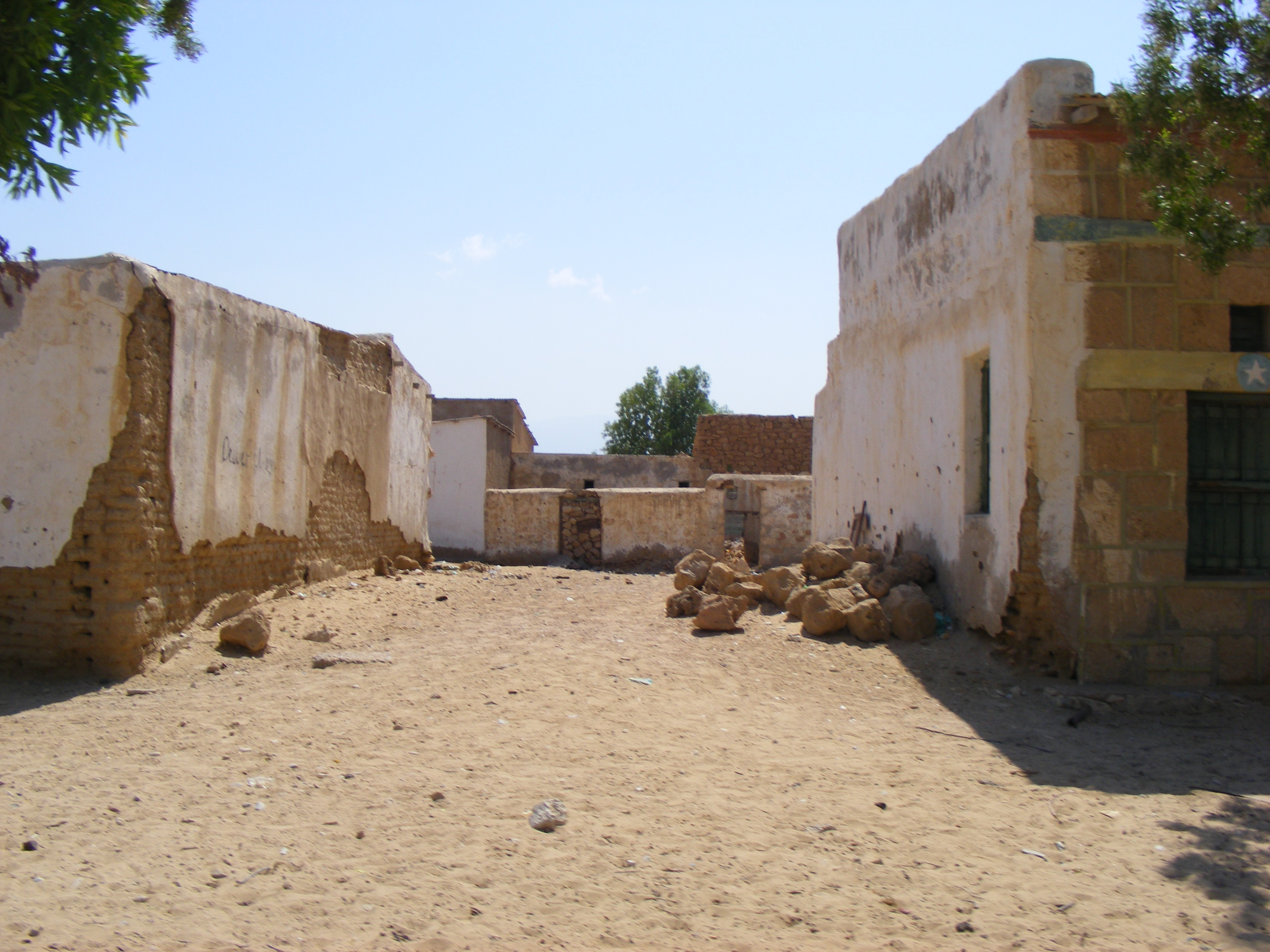

## 産業
ラス・コレーは昔から家畜、魚、農産物、乳香などを輸出していた。乳香の原料となるボスウェリア・サクラの西限がラス・コレーである。一方で、米、小麦、砂糖、衣類などを輸入していた。

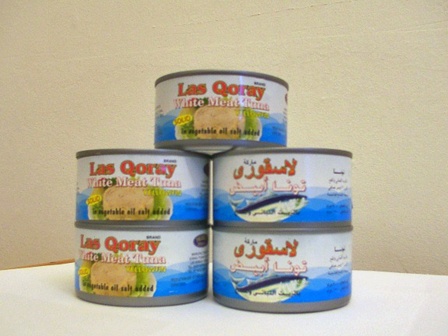
Las Qorayの缶詰

ツナの缶詰が著名であり「Las Qoray」が商標同様に通用している。
1970年にソマリア政府が漁船用の桟橋を備えた魚の缶詰工場を建設し、ラス・コレーの主要産業となった。ツナの他、輸出用にふかひれも取られる。
ソマリア内戦で停止していた工場は、2001年に再開したが、間もなく閉鎖された。2007年に施設を近代化して再開した。この時には漁師と工場労働者で2800人がいた。8月12日にはアラブ首長国連邦のドバイの会社Hodman Trading Companyがラス・コレーの工場全体を買収している。
2008年3月には、外国船が魚を取りつくしてしまったとして工場が閉鎖されたことが報じられている。
2012年にはイエメンとアラブ首長国連邦に輸出している様子が報告されている。
2019年には偽物が出回っているとBBCが報じている。
ラス・コレーの缶詰工場は、2021年4月時点では停止した状態である。

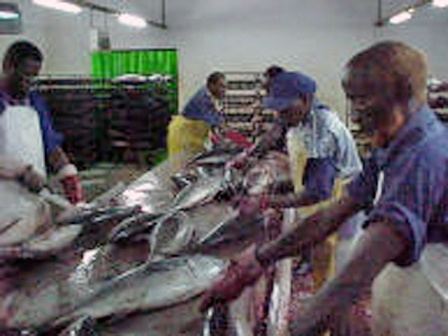
魚を捌く様子（2006年）
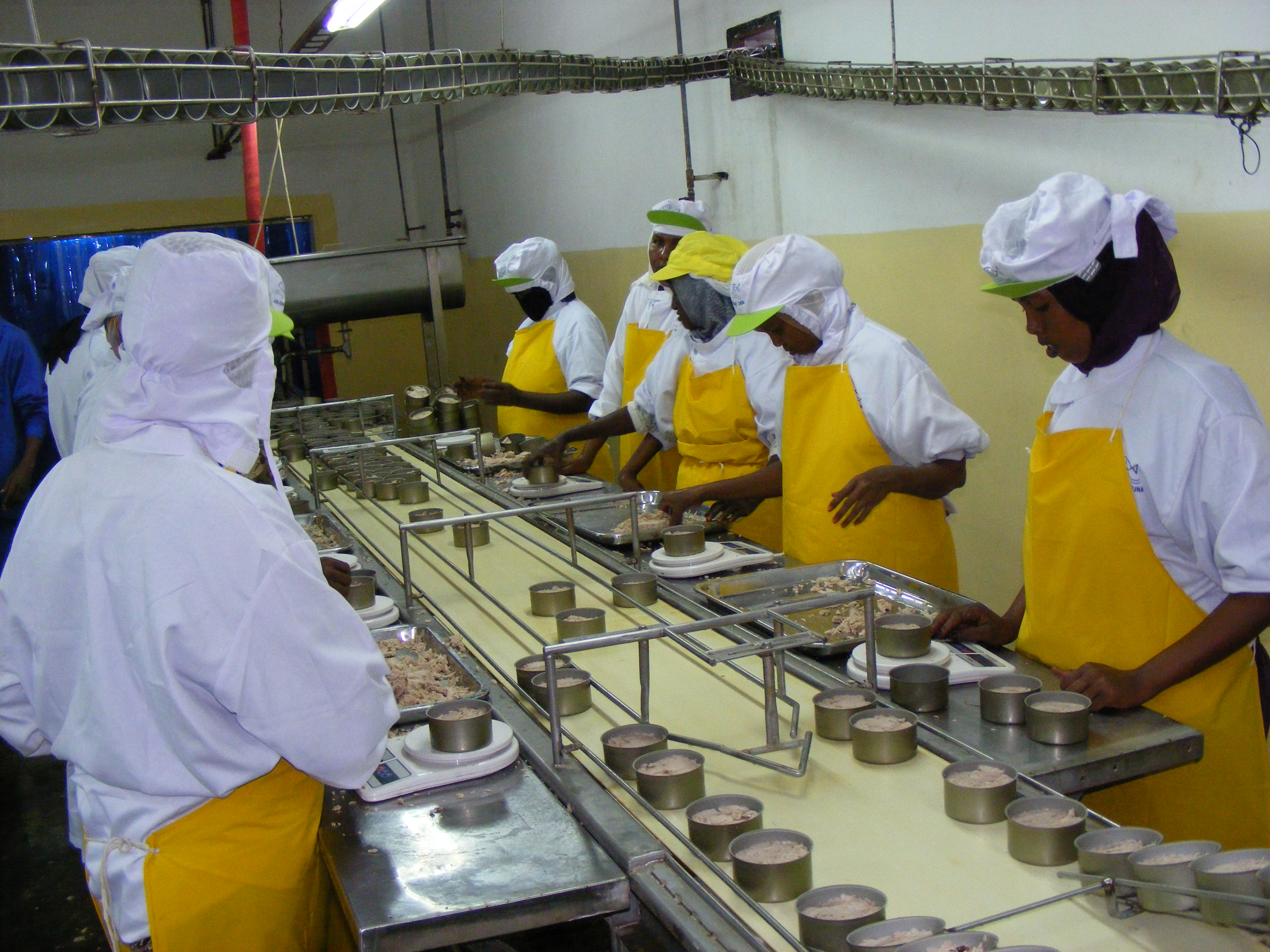
缶詰制作の様子（2008年）

## 物流

### 海運

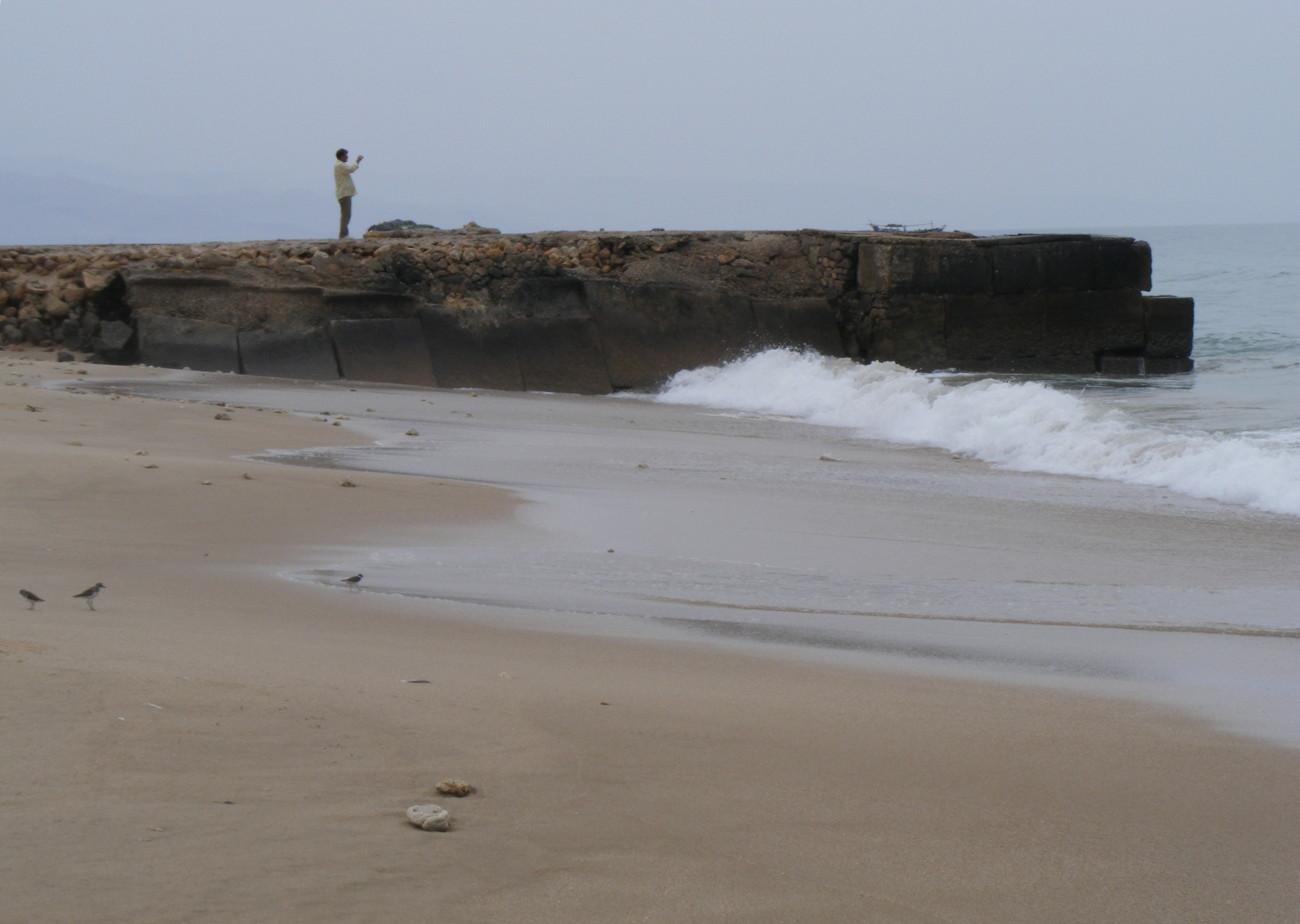
ラス・コレー港の古い桟橋

ラス・コレー港は14世紀からアラブとの交易に使われていた。
嵐で桟橋が破壊したが、当時のソマリアはソビエト連邦と友好関係にあったので、1972年にソ連が修復して軍事設備としても利用した。1970年にはソマリア政府が漁船用の桟橋を備えた魚の缶詰工場を建設した。ラス・コレー港には導流堤式の桟橋設備があった。
しかし、ソマリア内戦のため、輸出は滞るようになり、ラス・コレーで取れた農産物もソマリア国内向けとなったため、港湾設備は荒廃した。また、東のボサソの港が整備されたため、港の重要性も低下した。2011年の報告ではラス・コレー港の修復に1400万ドルが必要であると試算されている。プントランド政府による再建プロジェクトが予定されている。

### 陸上

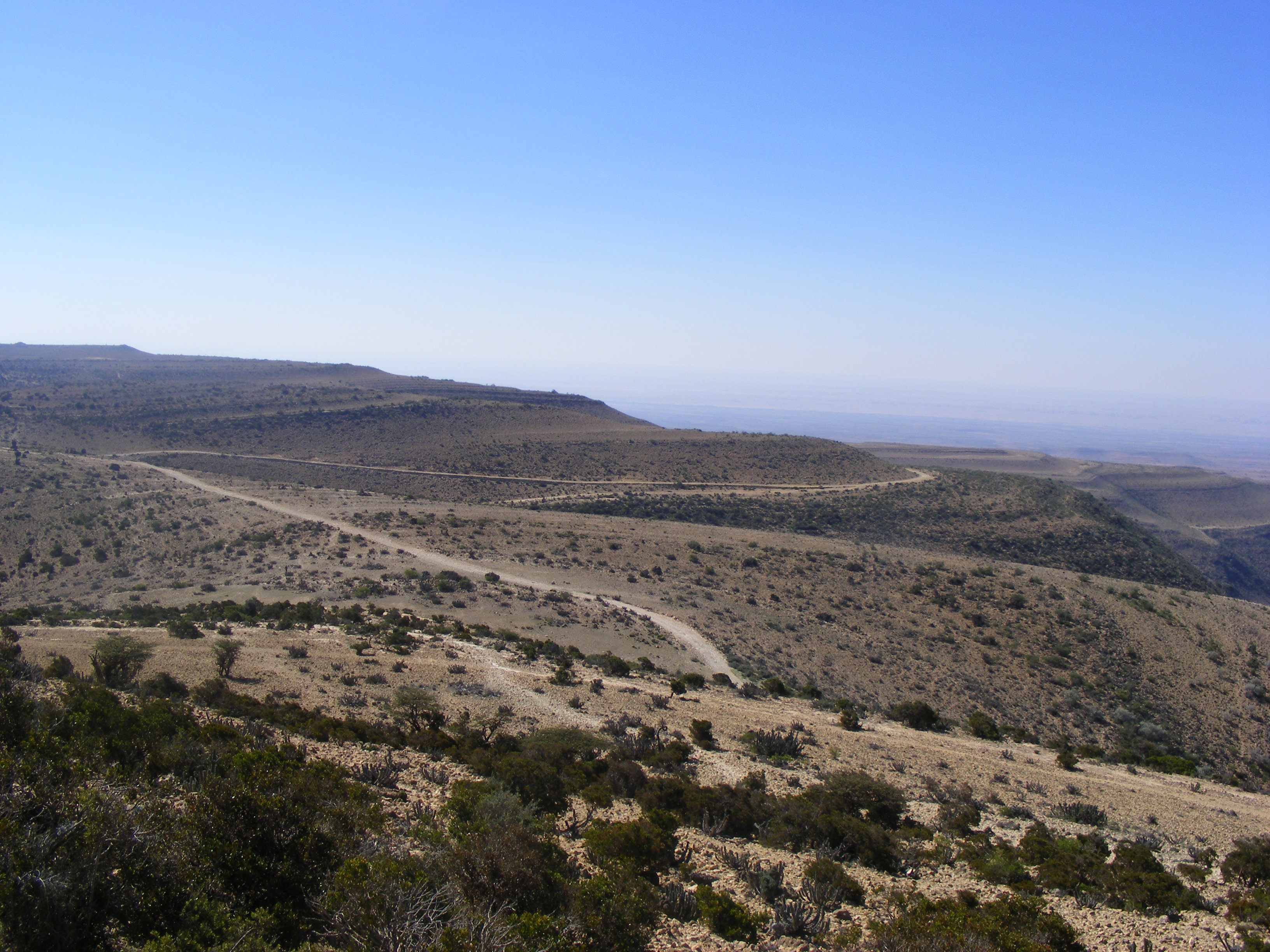
ゲールドラ道路

1970年代後半、バハンと結ぶ道路としてゲールドラが作られた。

## 教育
イギリス統治時代、イギリス政府は主要都市に小学校を置いた。ラス・コレーもその一つだった。
プントランド教育省によると、ラス・コレー地区には8つの小学校がある。ただしXidid, Ulxeedなどラス・コレー市の東の地区ばかりであり、ラス・コレー市内への言及はない。

## 歴史

### 古代
ラス・コレーの西20キロメートルの位置にはゲルウェイタの壁画があり、数千年前のものとみられている。ラス・コレーの北東数キロメートルの位置にあるカリンヘガネには、約2500年前のものと推定される洞窟画があり、実在する動物、空想上と思われる動物が描かれている。カリンヘガネの壁画はラース・ゲール洞窟壁画と似ており、エチオピアン・アラビアン様式と考えられている。ただしこれらの遺跡について、まだ十分な調査は行われていない。また、発掘物の盗難も行われている。

### 中世から近世

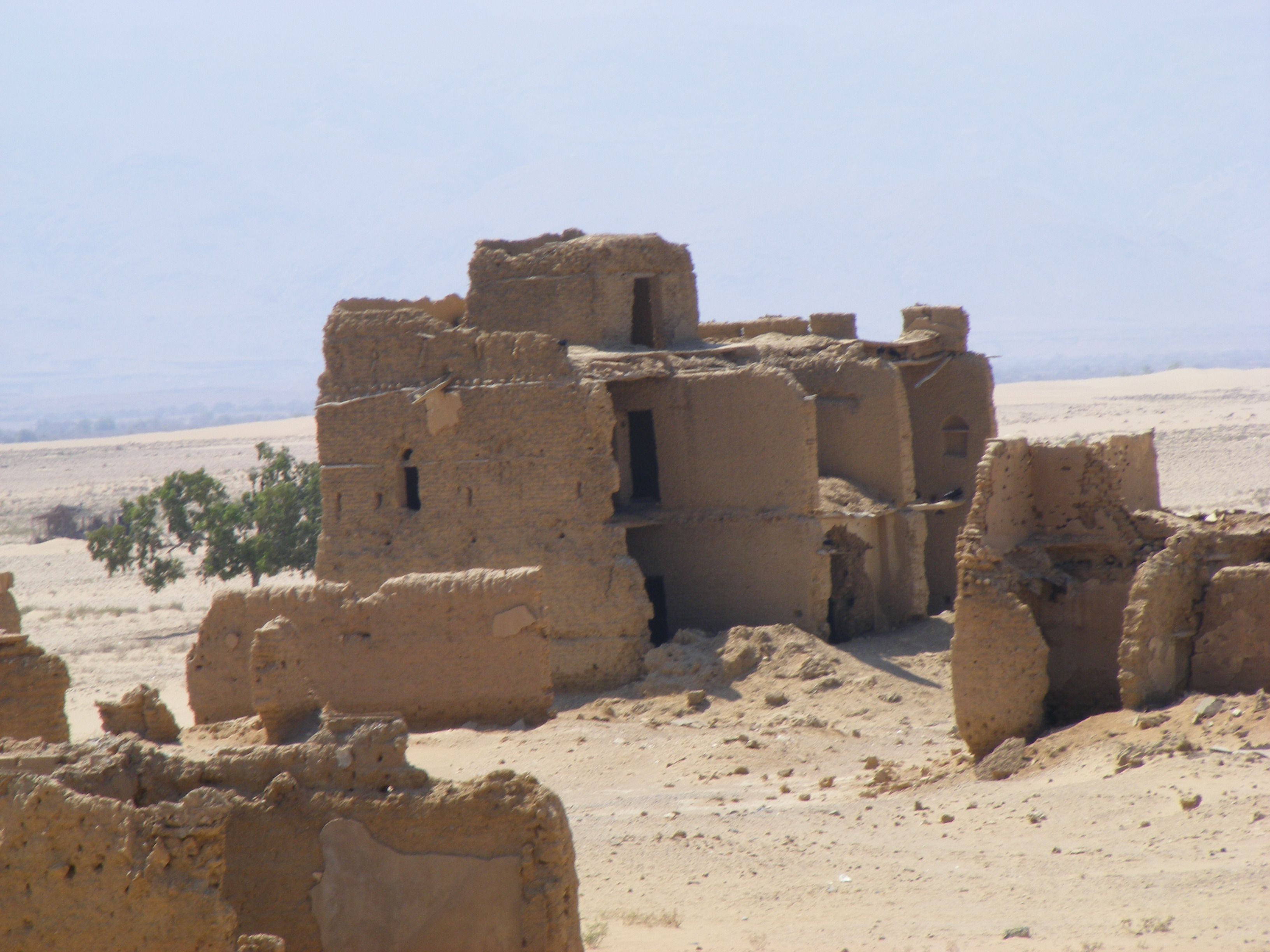
中世の砦の遺跡。ラス・コレーでは旧市街の古い建物が、手つかずで残されている。

13世紀、ダロッドの支族ワルサンガリの領主ディドヒンがラス・コレーを中心に勢力を伸ばし、君主の称号としてガラードを名乗った。
ラスコレーの町は、1735年にugaaslabe氏族のAl-sheikh Cali Maxamud Nuuxがモスクを建設したことに始まり、スワヒリ、ザンジバル、アラビア、インドなどとの交易で栄えた。
1986年、アメリカの石油会社シェブロンの役員がソマリア政府の要請でラス・コレーを訪問し、石油を発見した。

### ソマリア内戦とプントランド・ソマリランド紛争
1988年にソマリア内戦が勃発。1991年、ラス・コレーの西部でイサック氏族がソマリランドの独立を宣言した。1998年、ラス・コレーの東部でマジェルテーン氏族がプントランドの独立を宣言した。それぞれ、独立当初は氏族が住む地域の治安維持で精一杯だったが、両国共に比較的早くに安定を確立し、ソマリランドは東に、プントランドは西に勢力を拡大しようとした。両者はワルサンガリ居住地域のあたりで軍事対立した（プントランド・ソマリランド紛争）。
一方、産業が衰退し、軍事技術が上がったため、ラス・コレーを始めとするソマリア沿岸の港町では海賊が栄えた（ソマリア沖の海賊）。海賊行為は2001年ごろから報告されるようになり、2005年ごろから本格化した。
2007年1月、バハンのワルサンガリ一族が「マーヒル国」の建国とプントランドからの離脱を宣言したため、ラス・コレーも参加した。しかし、隣国であるソマリランド、プントランドの双方から圧力があったため、消滅した。
ソマリア内戦が本格化すると、ソマリアから、あるいはエチオピアから隣国イエメンに逃亡する人が増え、イエメン対岸に港があるラス・コレーは一時にぎわった。2008年2月、120人近くのエチオピア人が「イエメンである」と騙されてラス・コレーに捨て置かれたと報じされている。2001年5月には155人を乗せたボートが転覆し、80人以上が死亡した。プントランド警察は、船主は最初から乗客を運ぶつもりがなかったと分析している。
2008年6月終わりに隣国イエメンで海賊に誘拐されたドイツ人がラス・コレーに監禁された。海賊と地元長老との話し合いの条件として、プントランド軍はラス・コレーから撤退したが、ソマリランド軍は海賊を包囲したと報じられている。
2008年10月、オスロで北欧アフリカの角会議が行われ、ラス・コレー開発のプロジェクトが採択された。
2009年8月、ラス・コレーを拠点とするソマリア沖の海賊がエジプト人漁師を捕虜とするが、その漁師たち40人が脱出に成功したとして、話題になった（2009年8月エジプト人質脱出事件）。
2009年10月、プントランドを拠点とする海賊が、イエメン沖で誘拐した4名を人質に取り、ラス・コレー地区の山に立てこもった。海賊は交渉条件としてプントランド軍の撤退を要求し、地元の長老の仲介で実現した。その直後、ソマリランド軍が人質奪還のためラス・コレーに侵入した
2010年10月、ラスコレー港の建設が海賊行為などを理由として中止されたと報道された。
2011年4月、ラス・コレーで海賊16人がプントランド政府に逮捕された。
2011年7月、ラス・コレーに近づくイギリス海軍のスピードボート5籍にプントランド軍が発砲。イギリス海軍は撤退した。プントランドの任命したサナーグ地域知事は、イギリス海軍はラス・コレーがソマリランド領だとだまされたて来たと発表。
2012年6月2日、ソマリランド海軍は「外国人が違法に資源を採掘している」として、プントランド軍が護衛する外国船を攻撃した。プントランド側も反撃。プントランド側によれば、この外国船は港湾設備の改修の下見を目的としていた。被害は、プントランド側によれば死傷者なし、ソマリランド側によれば兵士1名が負傷、別の情報筋によればソマリランド軍が1名死亡、2名負傷。
2012年6月19日にプントランドの港湾長官がラス・コレーを訪問し、港湾整備のプロジェクトを進めることを約束。その際、ラス・コレー市長ユスフ・ジャマはソマリア・レポートのインタビューで「ラス・コレーはソマリランド、プントランドの双方が領有権を主張しているが、両国共にラス・コレーに職員を置いておらず、行政サービスも提供していない」と証言している。同じソマリア・レポートの続編では、ラス・コレーはプントランドの一部であり、ソマリランドとは敵対していると語っている。そして、バハン、ダハール、ヒンガロール、エルブーなどの村々と連携していると述べている。
2012年11月、ソマリランド軍がプントランド派の民兵を追放。
2014年3月、ソマリランド大統領がラス・コレーを初訪問。これがプントランド政府を刺激し、ソマリランド・プントランド両軍の軍備増強のきっかけとなった。
2014年の時点で、ラス・コレーから東のカンダーラにかけての港では違法漁業と密輸が横行していると報じられている。特に、イエメンのシュクラからRPGなどが密輸入されている。
2015年9月29日、プントランド海軍がラス・コレーの漁船を攻撃したと報じられた。
2017年末にソマリランドの大統領選挙が行われたが、ラス・コレーはプントランド占領地であるとして、選挙区から除外された。安全保障研究所（ISS）の分析も、ラス・コレーは投票が行われたバハンと比べてプントランドの支配が強いとしている。
2019年末には大雨のため、町に通じる道路が通行できない状態になった。
2020年2月25日、ラス・コレー地区でソマリランド軍とプントランド軍の短時間の戦闘が行われ、少なくとも1名が死亡した。ラス・コレー市内では戦闘はなかった。
ソマリランド軍とプントランド軍の争いにより治安が悪化したため、アル・シャバブが力を伸ばし、ラス・コレー地区のいくつかの村の占拠したと自称している。プントランド軍は11月2日からアルシャバブの捜索を開始したが、アルシャバブの目的はゲリラ戦であり村の恒久占拠ではなかったため、相手が見つからずに難航。12月にはアルシャバブはミルホ地域を支配。
2021年5月1日、ソマリランド軍がラス・コレー地区のワクダリヤを襲撃し、17名を拘束した。
2022年1月のBBCの報道では、ソマリランド軍の活動範囲にラス・コレーも含まれるとされている。

## 市長
- Haji Yusuf Jamac（2012年）[3][28]
- Mohamed Hayan Arshe（2012年）[12]
- Cabdiraxmaan Maxamed Cali (Sucuud)[50]
- Yuusuf Jaamac Dibid（2020年）[47]

## 関係者
- マフムード・アリ・シュリ（英語版） ラス・コレー出身のワルサンガリの元スルタン。
- アリ・アデン・ロード（英語版） 1915年生まれのケニアのソマリ人初の国会議員。内務大臣。祖先がラス・コレー出身。
- アブディラヒ・モハメド・アフメド（英語版） 1926年ラス・コレー生まれの政治家。ソマリ青年同盟に所属し、国務長官を務めた。
- モハメド・ヌール・ゲリグ（英語版） 1935年ラス・コレー出身の伝統歌手。
- ファラ・モハメド・ジャマ・アウル（英語版） 1937年生まれのラス・コレー出身の作家。
- ジブレル・アリ・サラド（英語版） 1937年ラス・コレー生まれ。「マーヒル国」元大統領。
- モハメド・ハジ・アリ・シルワ（英語版） 1937年生まれ。ソマリディアスポラのリーダーの一人。幼年期をラス・コレーで過ごす。
- ファイサル・ホア（英語版） 1963年生まれの起業家。親がラス・コレー出身。